# Mount Bogong
Mount Bogong – góra w Alpach Australijskich, najwyższy szczyt stanu Wiktoria (wysokość 1986 m n.p.m.)